# Estación Río Luján
Río Luján es una estación ferroviaria ubicada en la localidad de Lomas del Río Luján, en el partido de Campana, Provincia de Buenos Aires, Argentina.

## Servicios
Es una estación intermedia del servicio diésel metropolitano/suburbano de la Línea Mitre, servido entre las estaciones Villa Ballester y Zárate.
Bajo la concesión de TBA el ramal hacia Zárate tuvo 15 servicios diarios, con trenes en muy mal estado (ya que más de uno le faltaban vidrios en las ventanillas).
En la actualidad, bajo la órbita de Trenes Argentinos, todos los trenes se encuentran en buen estado, limpios, con todos sus vidrios, cuentan con seguridad de PFA que viaja en uno de los coches en todo el recorrido. Los servicios de trenes que llegan a la estación son 10 servicios diarios de ida y 10 servicios de vuelta (con frecuencia de 23 minutos), los días de semana. Los sábados, también 10 servicios de ida y 10 servicios de vuelta, pero con frecuencia de una hora y media entre tren. Y los domingos, tiene once servicios (ya que la mayoría hacen el recorrido completo, Ballester-Zárate), con frecuencia de una hora y media. 